# Prima Divisione Calabria 1948-1949
Fu il quarto livello del campionato italiano di calcio e la 26ª edizione della Prima Divisione nonostante il declassamento subito da quando fu istituita. Il campionato fu organizzato e gestito dalle Leghe Regionali che emanavano autonomamente anche le promozioni in Serie C e le retrocessioni.
La Prima Divisione fu il massimo campionato regionale di calcio disputato in Calabria nella stagione 1948-1949.
Questi sono i gironi organizzati dalla Lega Regionale Calabra per la regione Calabria.

## Girone A

### Squadre partecipanti
| Squadra                     | Città (provincia)  | Stagione precedente |
| --------------------------- | ------------------ | ------------------- |
| S.S. Audace                 | Catanzaro Marina   |                     |
| U.S. Catanzaro (B=riserve)  | Catanzaro          |                     |
| A.S. Cremissa               | Cirò Marina (CZ)   |                     |
| U.S. Crotone (B=riserve)    | Crotone (CZ)       |                     |
| Esperia                     | Cosenza            |                     |
| U.S. Libertas Castrovillari | Castrovillari (CS) |                     |
| A.C. Rossanese              | Rossano (CS)       |                     |

### Classifica finale
|  | Pos. | Squadra       | Pt | G  | V | N | P | GF | GS | DR |
|  | ---- | ------------- | -- | -- | - | - | - | -- | -- | -- |
|  | 1.   | Castrovillari | ?? | 12 |   |   |   |    |    |    |
|  | 2.   | ???           | ?? | 12 |   |   |   |    |    |    |
|  | 3.   | ???           | ?? | 12 |   |   |   |    |    |    |
|  | 4.   | ???           | ?? | 12 |   |   |   |    |    |    |
|  | 5.   | ???           | ?? | 12 |   |   |   |    |    |    |
|  | 6.   | ???           | ?? | 12 |   |   |   |    |    |    |
|  | 7.   | ???           | ?? | 12 |   |   |   |    |    |    |

Legenda:
      Ammesso alle finali regionali.
      Retrocesso in Seconda Divisione.
Regolamento:
Due punti a vittoria, uno a pareggio, zero a sconfitta.
Pari merito in caso di pari punti.
Spareggio per squadre a pari punti in zona promozione e retrocessione.

## Girone B

### Squadre partecipanti
| Squadra                         | Città (provincia)    | Stagione precedente |
| ------------------------------- | -------------------- | ------------------- |
| U.S. Borgia                     | Borgia (CZ)          |                     |
| Juventina Locri                 | Locri (RC)           |                     |
| S.S. Juventus Siderno           | Siderno (RC)         |                     |
| A.S. Reggina (B=riserve)        | Reggio Calabria      |                     |
| S.S. Roccella                   | Roccella Jonica (RC) |                     |
| U.S. Soverato                   | Soverato (CZ)        |                     |
| U.S. Vigor Nicastro (B=riserve) | Nicastro (CZ)        |                     |

### Classifica finale
|  | Pos. | Squadra  | Pt | G  | V | N | P | GF | GS | DR |
|  | ---- | -------- | -- | -- | - | - | - | -- | -- | -- |
|  | 1.   | Roccella | ?? | 12 |   |   |   |    |    |    |
|  | 2.   | ???      | ?? | 12 |   |   |   |    |    |    |
|  | 3.   | ???      | ?? | 12 |   |   |   |    |    |    |
|  | 4.   | ???      | ?? | 12 |   |   |   |    |    |    |
|  | 5.   | ???      | ?? | 12 |   |   |   |    |    |    |
|  | 6.   | ???      | ?? | 12 |   |   |   |    |    |    |
|  | 7.   | ???      | ?? | 12 |   |   |   |    |    |    |

Legenda:
      Ammesso alle finali regionali.
      Retrocesso in Seconda Divisione.
Regolamento:
Due punti a vittoria, uno a pareggio, zero a sconfitta.
Pari merito in caso di pari punti.
Spareggio per squadre a pari punti in zona promozione e retrocessione.

## Girone C

### Squadre partecipanti
| Squadra             | Città (provincia)     | Stagione precedente |
| ------------------- | --------------------- | ------------------- |
| U.S. Bagnarese      | Bagnara Calabra (RC)  |                     |
| S.S. Calcementi     | Vibo Valentia (CZ)    |                     |
| U.S. Curinga        | Curinga (CZ)          |                     |
| S.C. Mamerto        | Oppido Mamertina (RC) |                     |
| Palmese (B=riserve) | Palmi (RC)            |                     |
| Polifrondi          | ?                     |                     |
| A.S. Sambiase       | Sambiase (CZ)         |                     |
| U.S. Vibonese       | Vibo Valentia (CZ)    |                     |

### Classifica finale
|  | Pos. | Squadra  | Pt | G  | V | N | P | GF | GS | DR |
|  | ---- | -------- | -- | -- | - | - | - | -- | -- | -- |
|  | 1.   | Mamerto  | ?? | 14 |   |   |   |    |    |    |
|  | 2.   | ???      | ?? | 14 |   |   |   |    |    |    |
|  | 3.   | ???      | ?? | 14 |   |   |   |    |    |    |
|  | 4.   | Vibonese | ?? | 14 |   |   |   |    |    |    |
|  | 5.   | ???      | ?? | 14 |   |   |   |    |    |    |
|  | 6.   | ???      | ?? | 14 |   |   |   |    |    |    |
|  | 7.   | ???      | ?? | 14 |   |   |   |    |    |    |
|  | 8.   | ???      | ?? | 14 |   |   |   |    |    |    |

Legenda:
      Ammesso alle finali regionali.
      Retrocesso in Seconda Divisione.
Regolamento:
Due punti a vittoria, uno a pareggio, zero a sconfitta.
Pari merito in caso di pari punti.
Spareggio per squadre a pari punti in zona promozione e retrocessione.